# Propagación del cristianismo primitivo

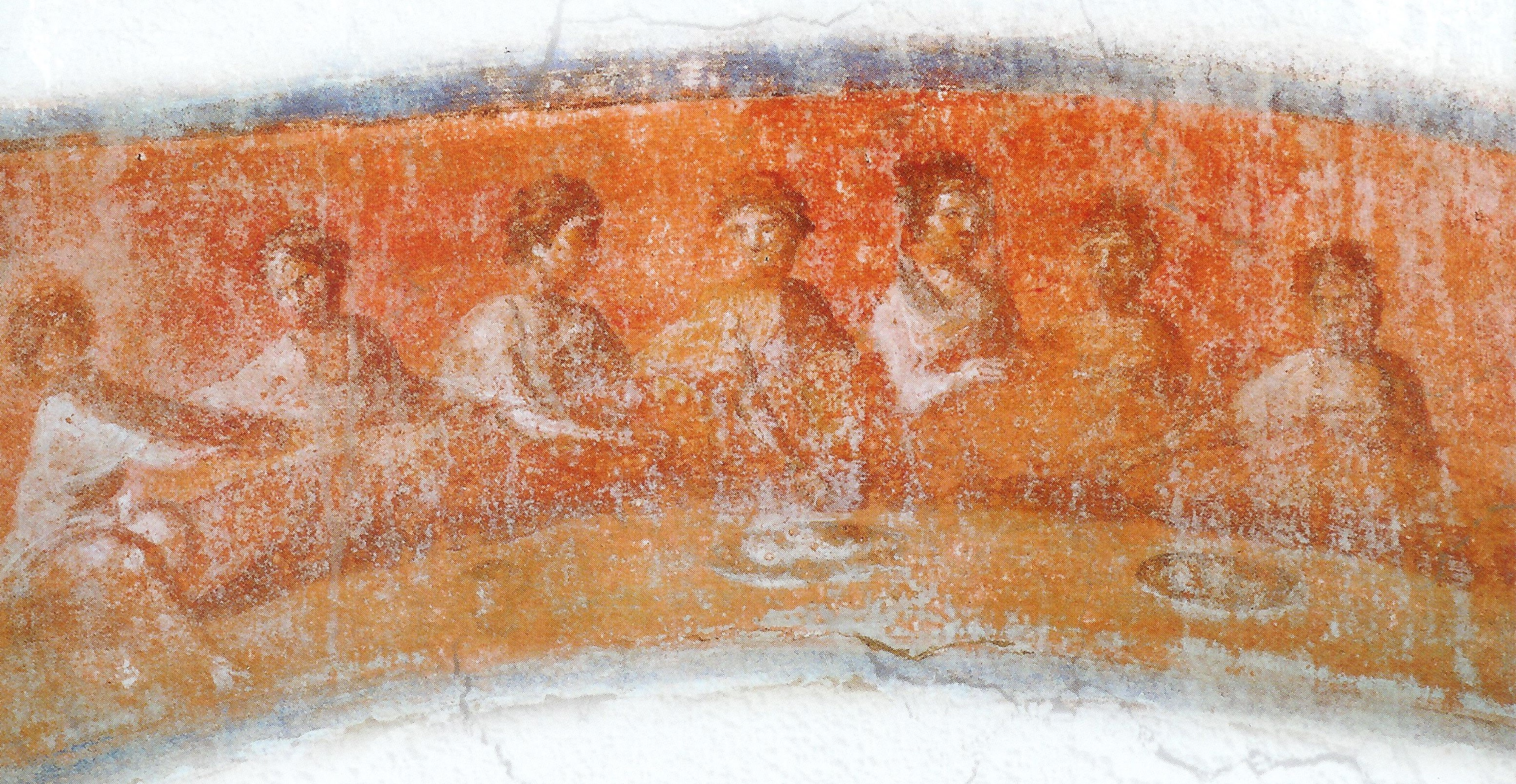
Ágape con la escena de la Fractio panis, Catacumbas de Priscila.

El cristianismo primitivo (hasta el Primer Concilio de Nicea en 325) se extendió desde el  Levante, a través del Imperio Romano, y más allá. Originalmente, esta progresión estaba estrechamente relacionada con centros judíos ya establecidos en Tierra Santa y la diáspora judía. Los primeros seguidores del cristianismo fueron judíos o prosélitos, comúnmente denominados judeocristianos y  temerosos de Dios.
Las  sedes apostólicas afirman haber sido fundadas por uno o más de los apóstoles de Jesús, que se dice que se dispersaron de Jerusalén en algún momento después de la crucifixión de Jesús, c. 26-36, tal vez siguiendo la Gran Comisión. Los primeros cristianos se reunían en pequeñas casas particulares, conocidas como Iglesias caseras, pero también se llamaría iglesia a toda la comunidad cristiana de una ciudad -el sustantivo griego ἐκκλησία (ekklesia) significa literalmente asamblea, reunión o congregación pero se traduce como iglesia en la mayoría de traducciones inglesas del Nuevo Testamento.
Muchos de los primeros cristianos eran comerciantes y otras personas que tenían razones prácticas para viajar al norte de África, Asia Menor, Arabia, los Balcanes y otros lugares. En el año 100 se habían establecido más de 40 comunidades de este tipo, muchas en Anatolia, también conocida como Asia Menor, como Las siete Iglesias del Apocalipsis. A finales del siglo I, el cristianismo ya se había extendido a Roma, Armenia, Grecia y Siria, sirviendo de cimientos para la expansiva difusión del cristianismo, por todo el mundo.

## Imperio Romano de Oriente

### Jerusalén

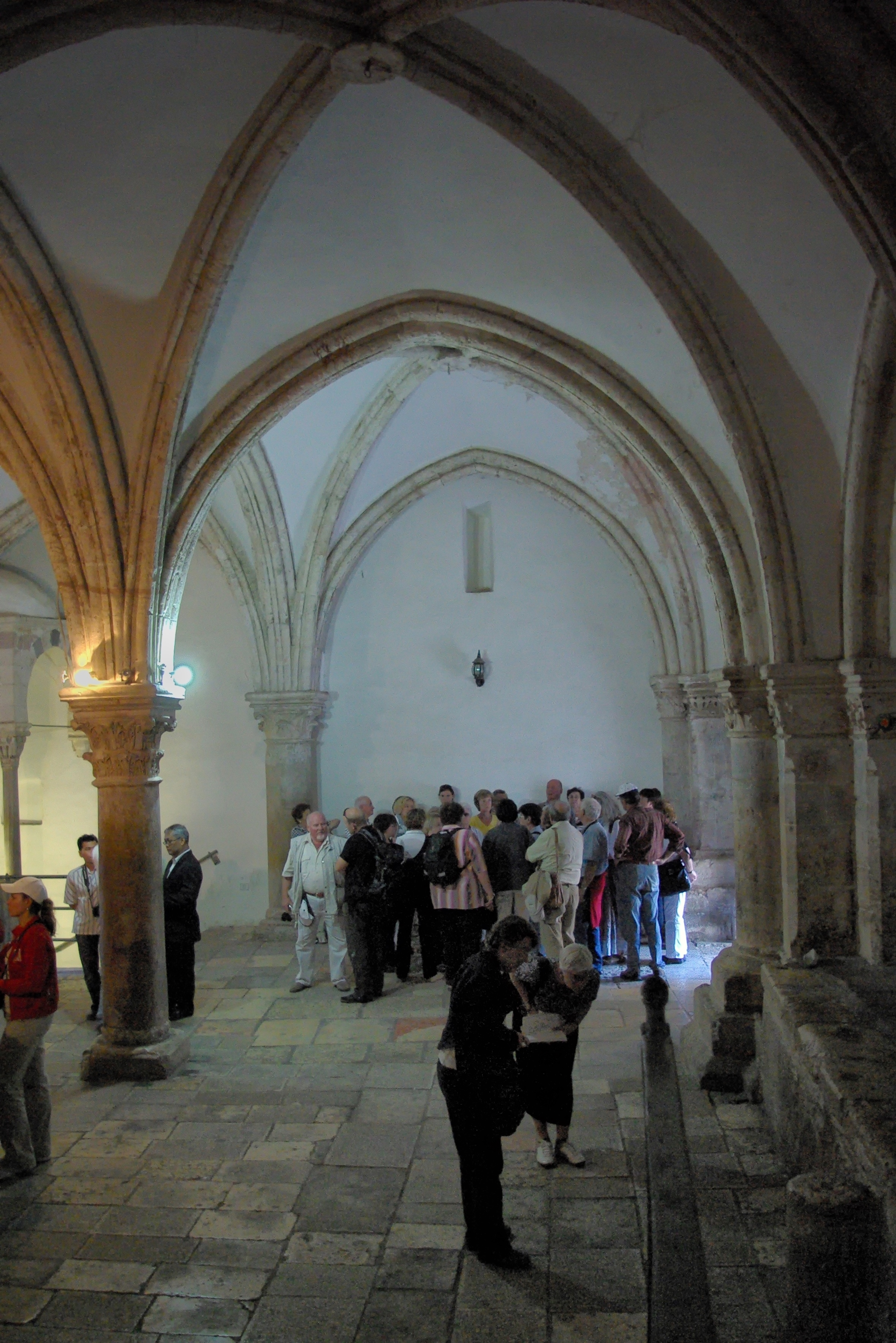
El Cenáculo del Monte Sión, reivindicado como lugar de la Última Cena y Pentecostés. Bargil Pixner afirma que la Iglesia de los Apóstoles original se encuentra bajo la estructura actual

Esquema de la Iglesia del Santo Sepulcro basado en un documental alemán. Se afirma que la iglesia se encuentra en el lugar del Calvario y de la Tumba de Jesús.

Jerusalén fue el primer centro de la iglesia, según el Libro de los Hechos, y según la Enciclopedia Católica', el lugar de "la primera iglesia cristiana". Los apóstoles vivieron y enseñaron allí durante algún tiempo después de Pentecostés. Santiago, el hermano de Jesús era un líder en la iglesia, y sus otros parientes probablemente ocuparon posiciones de liderazgo en los alrededores después de la destrucción de la ciudad hasta su reconstrucción como Aelia Capitolina, c. 130, cuando todos los judíos fueron desterrados de la ciudad.
Hacia el año 50, Bernabé y Pablo fueron a Jerusalén para reunirse con las "columnas de la iglesia", Santiago, Pedro, y Juan. Más tarde llamado Concilio de Jerusalén, según los cristianos paulinos, esta reunión (entre otras cosas) confirmó la legitimidad de la misión de Bernabé y Pablo a los gentiles, y la libertad de los gentiles conversos de la mayor parte de la ley mosaica, especialmente la circuncisión, que era repulsiva para la mente helénica. Así, el Decreto Apostólico (15:19-21) puede ser un acto importante de diferenciación de la Iglesia de sus raíces judías, aunque el decreto puede ser simplemente paralelo a los Siete preceptos de las naciones judía y, por tanto, ser un elemento común más que diferencial. Aproximadamente en el mismo período de tiempo el judaísmo rabínico hizo su requisito de circuncisión de los niños judíos aún más estricto.
Cuando Pedro abandonó Jerusalén después de que Herodes Agripa I intentara matarlo, Santiago aparece como la principal autoridad. Clemente de Alejandría (c. 150-215) lo llamó Obispo de Jerusalén. Un historiador eclesiástico del siglo II, Hegesipo, escribió que el Sanedrín lo martirizó en el año 62.
En el 66, la Los judíos se rebelaron contra Roma. Después de un brutal asedio, Jerusalén cayó en el 70. La ciudad, incluido el Templo, fue destruida y la población fue en su mayoría asesinada o expulsada. Según una tradición recogida por  Eusebio y Epifanio de Salamina, la iglesia de Jerusalén huyó a Pella al estallar la Primera revuelta judía. Según Epifanio de Salamina, el Cenáculo sobrevivió al menos hasta Visita de Adriano en 130. Sobrevivió una población dispersa. El Sanhedrin se trasladó a Jamnia. Las profecías de la destrucción del Segundo Templo se encuentran en los sinópticos, específicamente en el Discurso de los Olivos.
En el siglo II, Adriano reconstruyó Jerusalén como una ciudad pagana llamada Aelia Capitolina, erigiendo estatuas de Júpiter y a sí mismo en el lugar del antiguo Templo judío, el Monte del Templo. Bar Cochba lideró una fallida revuelta como Mesías, pero los cristianos se negaron a reconocerlo como tal. Cuando Bar Cochba fue derrotado, Adriano prohibió a los judíos la entrada a la ciudad, excepto el día de Tisha B'Av, por lo que los sucesivos obispos de Jerusalén fueron gentiles ("incircuncisos") por primera vez.
La significado general de Jerusalén para los cristianos entró en un período de decadencia durante la persecución a cristianos en el Imperio romano. Según la Enciclopedia Católica, tradicionalmente se cree que los cristianos de Jerusalén esperaron a que terminaran las guerras judeo-romanas (66-135) en Pella en la Decápolis. El Obispos de Jerusalén se convirtieron en sufragáneos (subordinados) del Obispo metropolitano de la cercana Caesarea, El interés por Jerusalén se reanudó con la pilgrimage de Helena (la madre de Constantino el Grande) a Tierra Santa c. 326-328. Según el historiador eclesiástico Sócrates de Constantinopla, Helena (con la ayuda del Obispo Macario de Jerusalén) afirmó haber encontrado la cruz de Cristo, después de remover un Templo a Venus (atribuido a Adriano) que había sido construido sobre el sitio. (Por ese motivo se la considera la  patrona de los arqueólogos). Jerusalén había recibido un reconocimiento especial en el canon VII del Nicaea en 325. La fecha tradicional de fundación de la Hermandad del Santo Sepulcro, que custodia los Lugares Santos cristianos en Tierra Santa, es el año 313, que se corresponde con la fecha del Edicto de Milán que legalizó el cristianismo en el Imperio Romano. Jerusalén fue nombrada posteriormente como una de las Pentarquía, pero esto nunca fue aceptado por la Iglesia de Roma.

### Antioquía

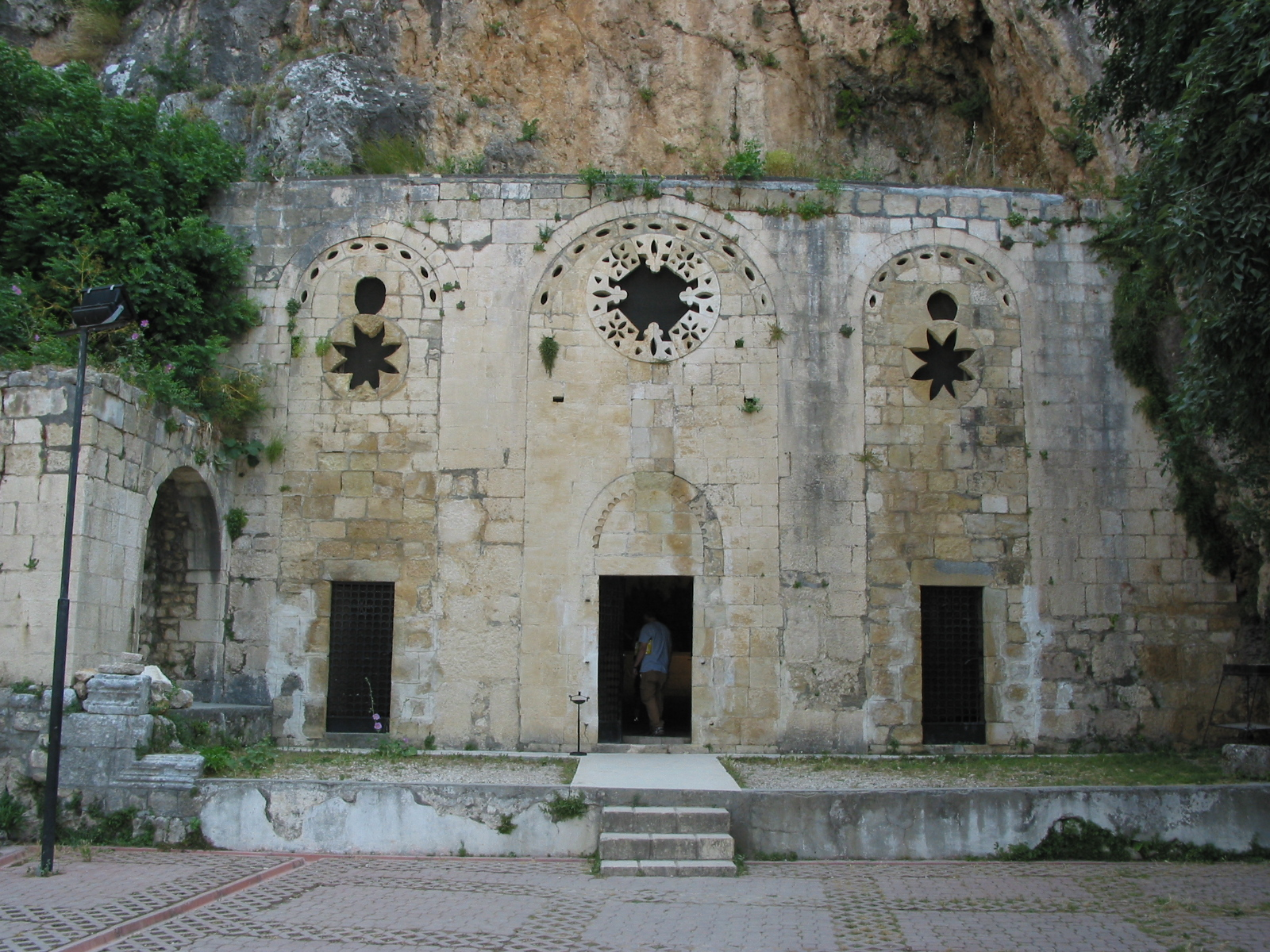
La Iglesia de San Pedro cerca de Antakya, Turquía, que se dice que es el lugar donde San Pedro predicó por primera vez el Evangelio en Antioquía romana.

Antioquía, un importante centro de la Grecia helenística, y la tercera ciudad más importante del Imperio Romano, entonces parte de Provincia de Siria, hoy una ruina cerca de Antakya, Turquía, fue donde los cristianos se llamaron cristianos por primera vez y también el lugar del Incidente de Antioquía. Fue el sitio de una iglesia primitiva, tradicionalmente se dice que fue fundada por Pedro, quien es considerado el primer obispo. Es posible que el Evangelio de Mateo y las Constituciones Apostólicas se escribieran allí. El padre de la Iglesia Ignacio de Antioquía fue su tercer obispo. La Escuela de Antioquía, fundada en 270, fue uno de los dos principales centros de aprendizaje de la Iglesia primitiva. Los Evangelios curetonianos y el Palimpsesto Sinaítico son dos de los primeros tipos de texto del Nuevo Testamento (anteriores a la Peshitta) asociados al cristianismo siríaco. Fue uno de los tres cuyos obispos fueron reconocidos en el Primer Concilio de Nicea (325) como los que ejercían jurisdicción sobre los territorios colindantes.

### Alejandría
Alejandría, en el delta del Nilo, fue fundada por Alejandro Magno. Sus famosas bibliotecas fueron un centro de aprendizaje helenístico. La Septuaginta traducción del Antiguo Testamento comenzó allí y el tipo textual alejandrino es reconocido por los eruditos como uno de los primeros tipos del Nuevo Testamento. Tuvo una significativa población judía, de la que Filón de Alejandría es probablemente su autor más conocido. Produjo escrituras superiores y notables padres de la Iglesia, como Clemente, Orígenes y Atanasio; También fueron notables los cercanos Padres del Desierto. Al final de la era, Alejandría, Roma y Antioquía tenían autoridad sobre los metropolitanos cercanos. El Concilio de Nicea en el canon VI afirmó la autoridad tradicional de Alejandría sobre Egipto, Libia y Pentapolis (Norte de África) (la diócesis de Egipto) y probablemente concedió a Alejandría el derecho a declarar una fecha universal para la observancia de la Pascua. Algunos postulan, sin embargo, que Alejandría no sólo fue un centro del cristianismo, sino que también lo fue de sectas gnósticas de base cristiana.

### Asia Menor

Mapa de Anatolia Occidental que muestra las "Siete Iglesias de Asia" y la isla griega de Patmos

La tradición de Juan el Apóstol era fuerte en Anatolia, en el llamado Cercano oriente, que se corresponde con parte de la actual Turquía, y cuya parte occidental constituía la Provincia romana de Asia. La autoría de los escritos joánicos ocurrió tradicional y plausiblemente en Éfeso, c. 90-110, aunque algunos estudiosos defienden un origen en Siria. Según el Nuevo Testamento, el apóstol Pablo era de Tarso (en el centro-sur de Anatolia) y sus viajes misioneros fueron principalmente por Anatolia. El Libro del Apocalipsis, cuyo autor se cree que fue Juan de Patmos (una isla griega a unos 50 kilómetros de la costa de Anatolia), menciona las Siete iglesias de Asia. La Primera Epístola de Pedro (1:1-2) está dirigida a las regiones de Anatolia. En la orilla sureste del Mar Negro, Ponto era una colonia griega mencionada tres veces en el Nuevo Testamento. Los habitantes del Ponto fueron algunos de los primeros conversos al cristianismo. Plinio, gobernador en el año 110, se dirigía en sus cartas a los cristianos del Ponto. De entre las cartas de Ignacio de Antioquía consideradas auténticas y que se conservan, cinco de siete se dirigen a ciudades de Anatolia, mientras que la sexta se remite a Policarpo. En Esmirna vivía Policarpo, el obispo que al parecer conoció personalmente al apóstol Juan, y probablemente también era de allí su alumno Ireneo. También se cree que Papías de Hierápolis fue alumno del apóstol Juan. En el siglo II, en Anatolia se desarrolló el Cuartodecimanismo, el Montanismo, y allí vivieron Marción de Sinope y Melitón de Sardes, que registró un temprano Canon bíblico cristiano. Tras la Crisis del siglo III, Nicomedia se convirtió en la capital del Imperio Romano de Oriente en 286. El Concilio de Ancira se celebró en 314. En 325 el emperador Constantino I convocó el primer concilio ecuménico cristiano en Nicea y en 330 trasladó la capital del imperio reunificado a Bizancio, también un centro cristiano primitivo y justo al otro lado del Bósforo de Anatolia, más tarde llamada Constantinopla, denominado Imperio bizantino, que perduró hasta 1453. Los siete primeros concilios ecuménicos se celebraron en Anatolia occidental o al otro lado del Bósforo, en Constantinopla.

### Cesarea

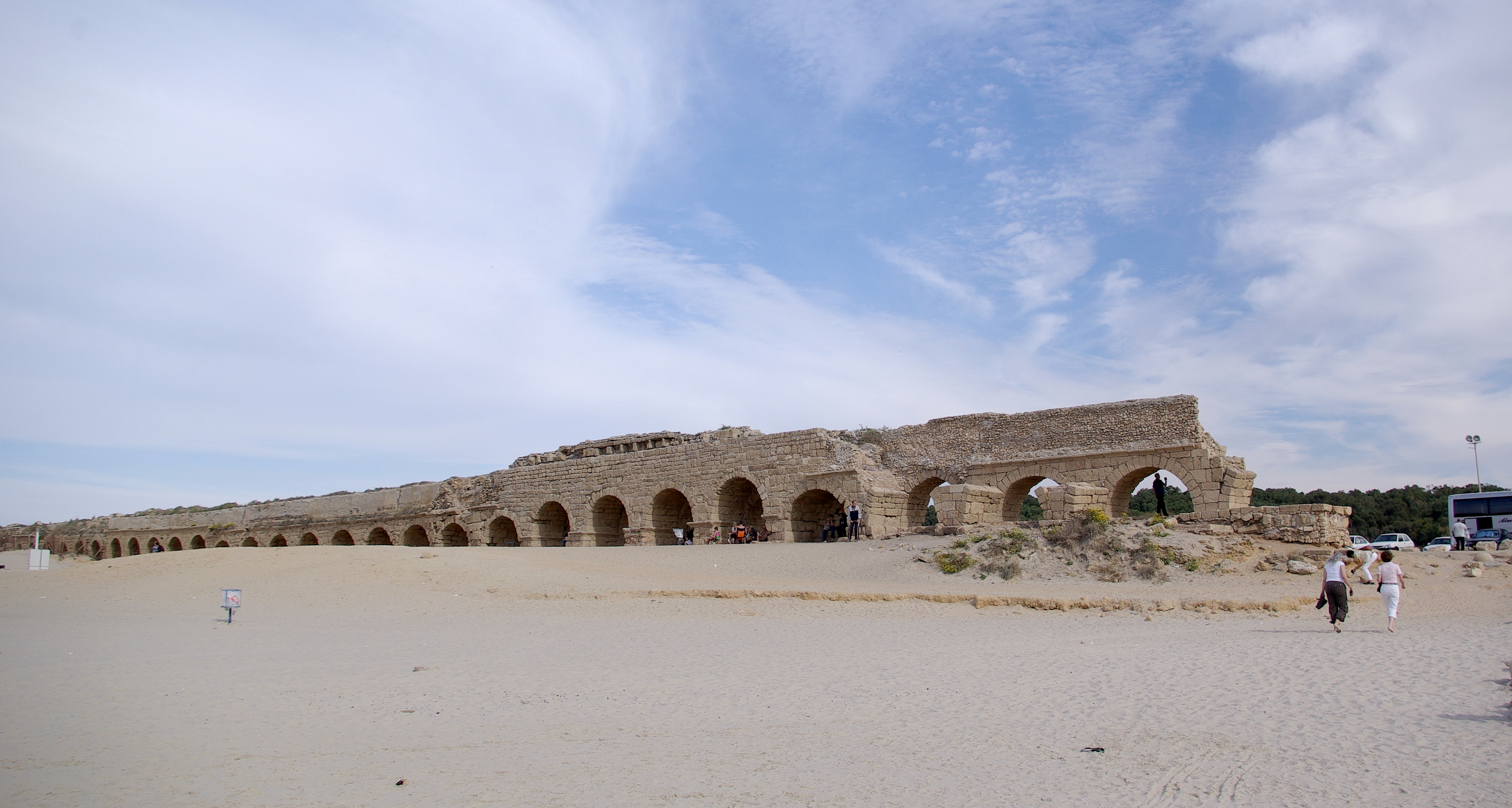
Restos del antiguo acueducto romano en Cesarea Marítima.

Cesarea, en la costa al noroeste de Jerusalén, primero Cesarea Marítima y después de 133 Cesarea Palaestina, fue construida por Herodes el Grande, hacia 25-13 a. C., y fue capital de la  Provincia Judea (6-132) y más tarde Palaestina Prima. Fue allí donde Pedro bautizó al centurión Cornelio, considerado el primer gentil convertido. Pablo buscó refugio allí, alojándose una vez en casa de Felipe el Evangelista, y más tarde siendo encarcelado allí durante dos años (se calcula que entre 57 y 59). Las Constituciones Apostólicas (7.46) afirman que el primer  Obispo de Cesarea fue Zaco el Publicano pero la Enciclopedia Católica afirma que: "...no hay constancia de ningún obispo de Cesarea hasta el siglo II. A finales de este siglo se celebró allí un concilio para regular la celebración de la Pascua." Según otro artículo de la Enciclopedia Católica, después del asedio de Adriano a Jerusalén (c. 133), Cesarea se convirtió en la sede metropolitana con el obispo de Jerusalén como uno de sus  obispos sufragáneos o subordinados. Orígenes (m. 254) compiló allí su Hexapla y albergó una famosa biblioteca y escuela teológica, San Pánfilo (m. 309) fue un notable erudito-sacerdote.  San Gregorio Taumaturgo (m. 270), San Basilio el Grande (m. 379) y  San Jerónimo (m. 420) visitaron y estudiaron en la biblioteca, que más tarde fue destruida, probablemente por el Imperio Sasánida en 614 o por los sarracenos hacia 637. El primer historiador eclesiástico importante, Eusebio de Cesarea, fue obispo, hacia 314-339. F. J. A. Hort y Adolf von Harnack han argumentado que el Credo Niceno se originó en Cesarea. El tipo de texto cesariano es reconocido por muchos eruditos textuales como uno de los primeros tipos del Nuevo Testamento.

### Chipre

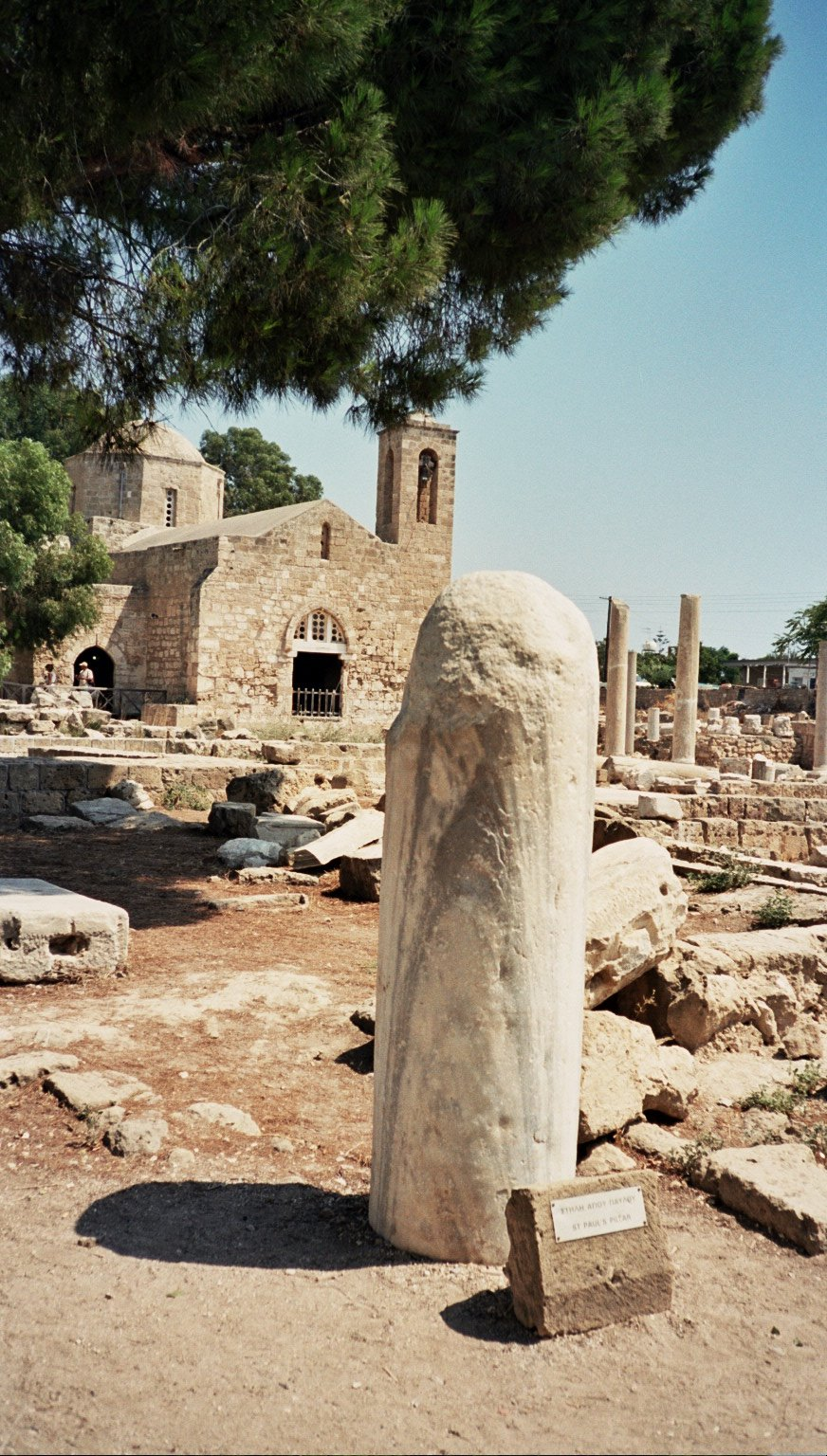
Pilar de San Pablo en Pafos

Pafos fue la capital de la isla de Chipre durante la época romana y sede de un comandante romano. En el año 45 d. C., los apóstoles Pablo y Bernabé (según la Enciclopedia Católica "natural de la isla") llegaron a Chipre y llegaron a Pafos predicando la Palabra de Cristo. Según los Hechos, los apóstoles fueron perseguidos por los romanos, pero finalmente lograron convencer al comandante romano Sergio Paulo de que renunciara a su antigua religión en favor del cristianismo.  Tradicionalmente se identifica a Bernabé como el fundador de la Iglesia ortodoxa chipriota.

### Damasco

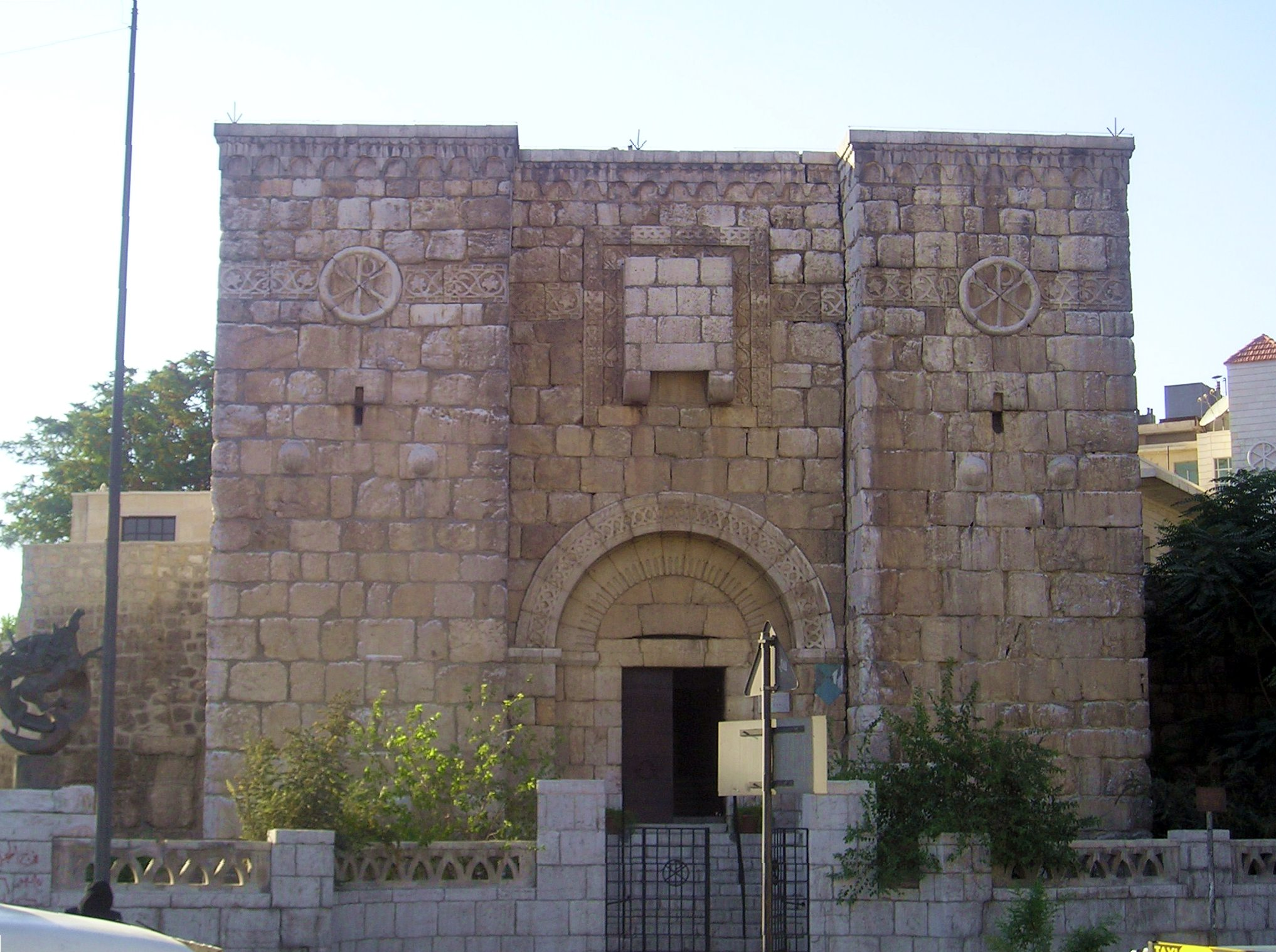
La Capilla de San Pablo, de la que se dice que fue Bab Kisan donde San Pablo escapó de el antiguo Damasco.

Damasco es la capital de Siria y la ciudad habitada más antigua del mundo. Según el Nuevo Testamento, el apóstol Pablo se convirtió en el Camino de Damasco. En los tres relatos (9:1-20, 22:1-22, 26: 1-24), se le describe como conducido por aquellos con los que viajaba, cegado por la luz, a Damasco, donde le devolvió la vista un discípulo llamado Ananías (quien, según la Enciclopedia Católica, se cree que fue el primer Obispo de Damasco) y luego fue bautizado.

### Grecia
Tesalónica, la principal ciudad del norte de Grecia donde se cree que el cristianismo fue fundado por Pablo, por lo tanto una Sede Apostólica, y las regiones circundantes de Macedonia, Tracia y Epiro, que también se extienden a los estados vecinos Balcanes de Albania y Bulgaria, fueron los primeros centros del cristianismo. Destacan las Epístolas de Pablo a los Tesalonicenses y a Filipos, que a menudo se considera el primer contacto del cristianismo con Europa. El Padre Apostólico  Policarpo escribió una carta a los Filipenses, c. 125.
Nicópolis era una ciudad de la provincia romana de Epiro Vetus, hoy una ruina en la parte septentrional de la costa occidental griega. Según la Enciclopedia Católica "San Pablo tenía intención de ir allí (3:12) y es posible que incluso entonces contara con algunos cristianos entre su población; Orígenes (c. 185-254) residió allí durante un tiempo.
Antigua Corinto, hoy una ruina cerca de la moderna Corinto en el sur de Grecia, fue un temprano centro del cristianismo. Según la Enciclopedia Católica: "San Pablo predicó con éxito en Corinto, donde vivió en casa de Aquila y Priscila (18:1), donde pronto se le unieron Silas y Timoteo. Tras su marcha fue sustituido por Apolo, que había sido enviado desde Éfeso por Priscila. El Apóstol visitó Corinto al menos una vez más. Escribió a los corintios en 57 desde Éfeso, y luego desde Macedonia en el mismo año, o en 58. La famosa carta de San Clemente de Roma a la iglesia de Corinto (alrededor del 96) exhibe la evidencia más temprana concerniente a la primacía eclesiástica de la Iglesia romana. Además de San Apolo, menciona cuarenta y tres obispos: entre ellos, San Sóstenes, el discípulo de San Pablo, San Dionisio; Pablo, hermano de San Pedro...".

### Tracia
Pablo Apóstol predicó en Macedonia, y también en Filipos, situada en Tracia, en la costa del Mar Tracio. Según Hipólito de Roma, Andrés Apóstol predicó en  Tracia, en la costa del Mar Negro y a lo largo del curso inferior del río Danubio. La difusión del cristianismo entre los tracios y la aparición de centros de cristianismo como Serdica (actual Sofía), Filípolis (actual Plovdiv) y Durostorum (actual Silistra) probablemente comenzó con estas primeras Misiones apostólicas. El primer monasterio cristiano de Europa fue fundado en Tracia en 344 por San Atanasio cerca de la actual Chirpan, Bulgaria, tras el Concilio de Sárdica.

### Libia
Cirene y la región circundante de Cirenaica, la "Pentápolis" norteafricana, al sur del Mediterráneo desde Grecia, la parte noreste de la moderna Libia, fue una colonia griega en el norte de África convertida posteriormente en provincia romana. Además de griegos y romanos, también había una significativa población judía, al menos hasta la Guerra de Kitos (115-117). Según 15:21, Simón de Cirene llevó la cruz de Jesús. Los cireneos también se mencionan en 2:10, 6:9, 11:20, 13:1. Según la Enciclopedia Católica: "Lequien menciona seis obispos de Cirene, y según la leyenda bizantina el primero fue San Lucio (Hechos 13:1); San Teodoro sufrió martirio bajo Diocleciano;" (284-305).

## Imperio Romano Occidental

### Roma

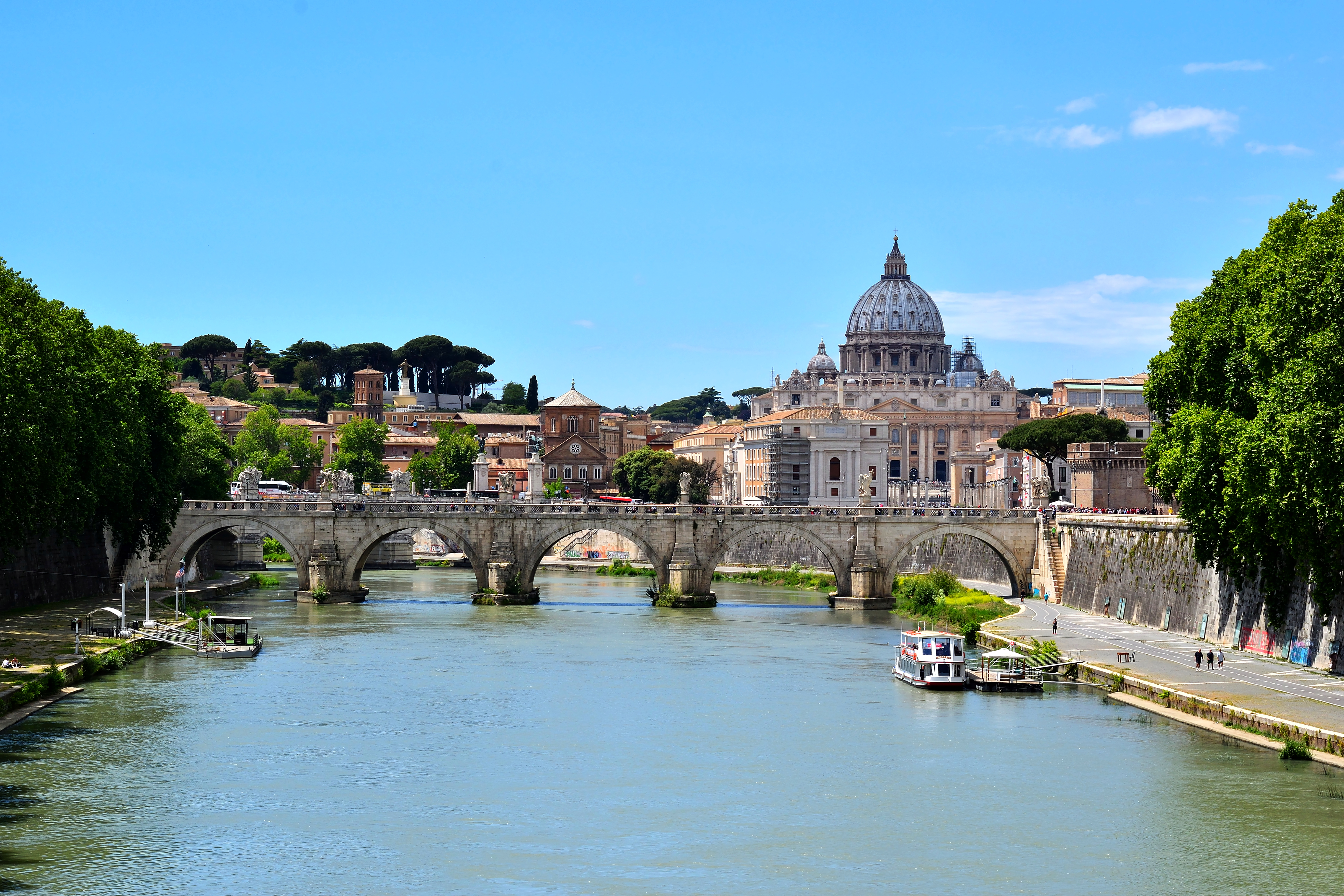
Basílica de San Pedro, que se cree que es la sitio de enterramiento de San Pedro, vista desde el río Tíber

Es difícil determinar con exactitud cuándo aparecieron por primera vez cristianos en Roma. Los Hechos de los Apóstoles afirman que la pareja de cristianos judíos  Priscila y Aquila acababan de llegar de Roma a la Corinto cuando, hacia el año 50, Pablo llegó a esta última ciudad, lo que indica que la creencia en Jesús en Roma había precedido a Pablo.
Los historiadores consideran sistemáticamente que Pedro y Pablo fueron mártiresed en Roma bajo el reinado de Nerón en el año 64, tras el Gran Incendio de Roma que, según Tácito, el emperador culpó a los cristianos. En el siglo II Ireneo de Lyon, reflejando la antigua opinión de que la Iglesia no podía estar plenamente presente en ningún lugar sin un obispo, dejó constancia de que Pedro y Pablo habían sido los fundadores de la Iglesia en Roma y habían nombrado obispo al Lino.
Sin embargo, Ireneo no dice que ni Pedro ni Pablo fueran "obispos" de la Iglesia en Roma y varios historiadores han puesto en duda que Pedro pasara mucho tiempo en Roma antes de su martirio. Aunque la Iglesia de Roma ya estaba floreciendo cuando Pablo les escribió su Epístola a los Romanos desde Corinto (c. 58) da fe de que ya existía allí una gran comunidad cristiana y saluda por su nombre a unas cincuenta personas en Roma, pero no a Pedro a quien conocía. Tampoco se menciona a Pedro en Roma más tarde, durante la estancia de dos años de Pablo allí en 28, hacia 60-62. Lo más probable es que no pasara mucho tiempo en Roma antes del 58, cuando Pablo escribió a los romanos, por lo que es posible que Pedro no llegara a la capital hasta los años 60 y relativamente poco antes de su martirio.
Oscar Cullmann rechazó tajantemente la afirmación de que Pedro inició la sucesión papal, y concluye que si bien Pedro fue el cabeza original de los apóstoles, Pedro no fue el fundador de ninguna sucesión eclesiástica visible.

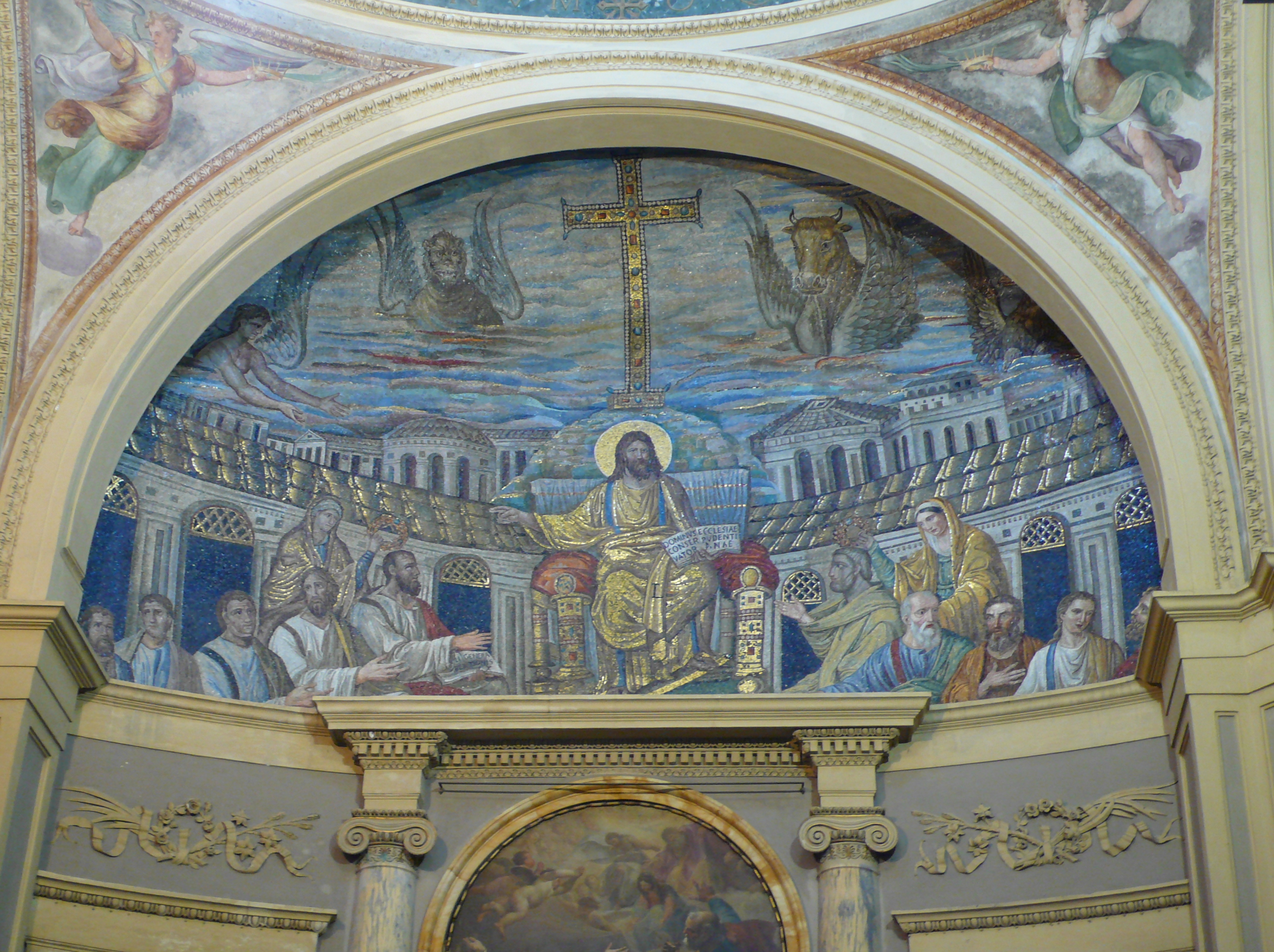
Escena de Cristo Pantocrátor de un mosaico romano de la Basílica de Santa Pudenciana de Roma, c. 410 d. C.

La sede original del poder imperial romano pronto se convirtió en un centro de autoridad eclesiástica, creció en poder década tras década, y fue reconocida durante el período de los primeros siete concilios ecuménicos, cuando la sede del gobierno había sido transferida a Constantinopla, como la "cabeza" de la iglesia.
Roma y Alejandría, que por tradición tenían autoridad sobre sedes fuera de su propia provincia, aún no se denominaban  patriarcados.
Los primeros obispos de Roma eran todos de lengua griega, siendo los más notables: Papa Clemente I (c. 88-97), autor de una Epístola a la Iglesia de Corinto;  Papa Telesforo (c. 126-136), probablemente el único mártir entre ellos;  Papa Pío I (c. 141-154), de quien el fragmento Muratoriano dice que era hermano del autor del Pastor de Hermas; y el papa Aniceto (c. 155-160), que recibió a san  Policarpo y discutió con él la fecha de la Pascua.
El papa Víctor I (189-198) fue el primer escritor eclesiástico conocido que escribió en latín; sin embargo, sus únicas obras conservadas son sus encíclicas, que naturalmente se publicaron tanto en latín como en griego.
Los textos griegos del Nuevo Testamento se tradujeron al latín muy pronto, mucho antes de Jerónimo, y se clasifican como Vetus Latina y tipo textual occidental.
Durante el siglo II se congregaron en Roma cristianos y semicristianos de diversos puntos de vista, en particular Marción y Valentiniano, y en el siglo siguiente se produjeron cismas relacionados con Hipólito de Roma y Novaciano.
La iglesia romana sobrevivió a varias persecuciones. Entre los cristianos prominentes ejecutados como resultado de su negativa a realizar actos de culto a los dioses romanos según lo ordenado por el emperador Valeriano en 258 se encontraban  san Cipriano, obispo de Cartago. La última y más severa de las persecuciones imperiales fue la persecución bajo Diocleciano en 303; terminaron en Roma, y en Occidente en general, con la ascensión de Majencio en 306.

### Cartago

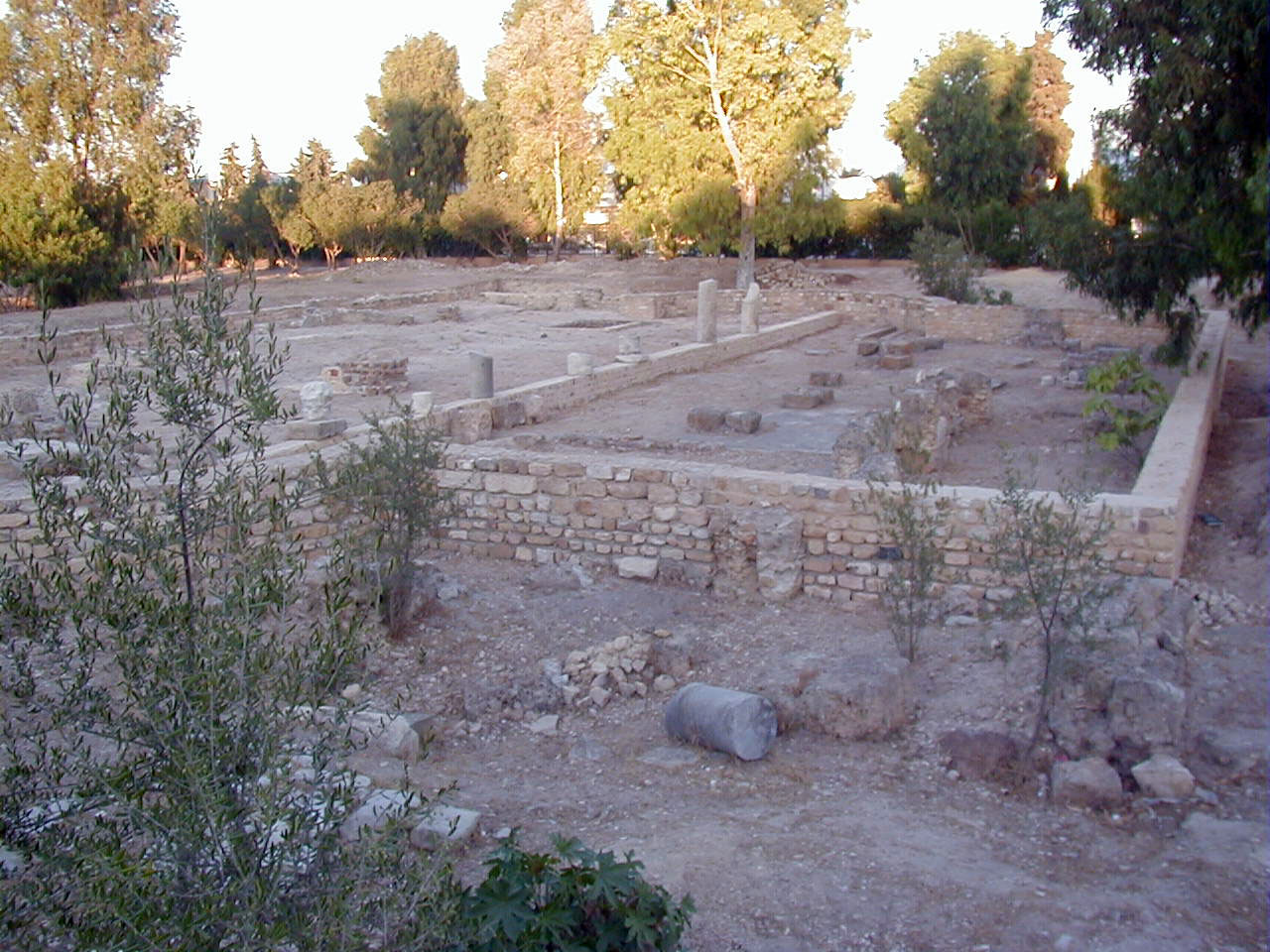
Barrio paleocristiano de la antigua Cartago.

Cartago, en la Provincia romana de África, al sur del Mediterráneo desde Roma, dio a la iglesia primitiva los padres latinos Tertuliano (c. 120 - c. 220) y  Cipriano (m. 258).  Cartago cayó en manos del Islam en 698.
Así pues, la Iglesia de Cartago fue para la Iglesia africana primitiva lo que la Iglesia de Roma fue para la Iglesia católica en Italia. La archidiócesis utilizaba el Rito africano, una variante de los  ritos litúrgicos occidentales en lengua latina, posiblemente un uso local del primitivo Rito romano. Figuras famosas incluyen Santa Perpetua, Santa Felicitas y sus compañeras (muerto c. 203), Tertuliano (c. 155-240),  Cipriano (c. 200-258), Cecilio (floruit 311), San Aurelio (fallecido en 429) y Eugenio de Cartago (fallecido en 505). Tertuliano y Cipriano son considerados Padres de la Iglesia latina de la Iglesia latina. Tertuliano, teólogo de ascendencia en parte bereber, desempeñó un papel decisivo en el desarrollo de la  teología trinitaria, y fue el primero en aplicar ampliamente la lengua latina en sus escritos teológicos. Como tal, Tertuliano ha sido llamado "el padre del  cristianismo latino" y "el fundador de la teología occidental. " Cartago siguió siendo un importante centro del cristianismo, acogiendo varios concilios de Cartago.

### Galia meridional

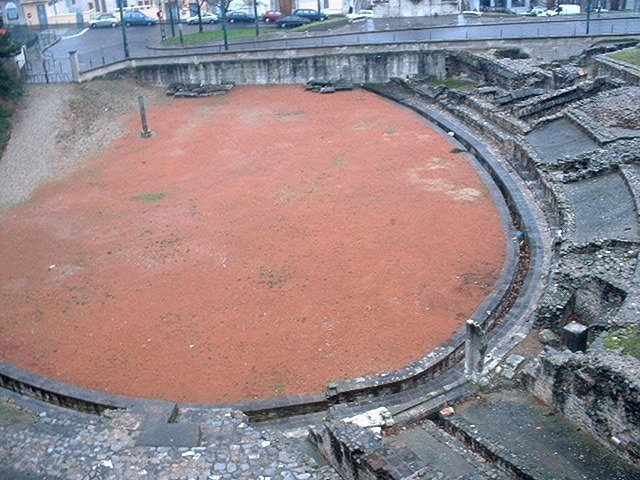
Anfiteatro de las Tres Galias, en Lyon. El poste en la arena es un monumento a las personas asesinadas durante esta persecución.

La costa mediterránea de Francia y el valle del Ródano, entonces parte de la Galia Narbonense romana, fueron los primeros centros del cristianismo. Las principales comunidades cristianas se encontraban en Arlés, Aviñón,  Vienne, Lyon y Marsella (la ciudad más antigua de Francia). La  Persecución de Lyon tuvo lugar en 177. El padre apostólico Ireneo de Esmirna de Anatolia fue obispo de Lyon a finales del siglo II y afirmó que San Potino fue su predecesor. El Concilio de Arlés en 314 se considera precursor de los concilios ecuménicos. La teoría efesina atribuye el rito galo a Lyon.

### Italia fuera de Roma

#### Aquilea
La antigua ciudad romana de  Aquilea en la cabecera del mar Adriático, hoy uno de los principales yacimientos arqueológicos del norte de Italia, fue un temprano centro del cristianismo que se dice fue fundado por Marcos antes de su misión a Alejandría. Se cree que Hermágoras de Aquilea fue su primer obispo. El Rito aquileo está asociado a Aquilea.

#### Milán
Se cree que la Iglesia de Milán en el noroeste de Italia fue fundada por el apóstol Bernabé en el siglo I. Allí fueron martirizados Gervasio y Protasio y otros. Ha mantenido durante mucho tiempo un rito propio conocido como Rito ambrosiano atribuido a Ambrosio (nacido hacia 330) que fue obispo en 374-397 y una de las figuras eclesiásticas más influyentes del siglo IV. Duchesne sostiene que el Rito galicano se originó en Milán.

#### Siracusa y Calabria
Siracusa fue fundada por colonos griegos en el 734 o 733 a. C., formando parte de la Magna Grecia. Según la Enciclopedia Católica "Siracusa afirma ser la segunda Iglesia fundada por San Pedro, después de la de Antioquía. También afirma que San Pablo predicó allí. En tiempos de san Cipriano (mediados del siglo III), el cristianismo florecía ciertamente en Siracusa, y las catacumbas muestran claramente que así era en el siglo II." Al otro lado del estrecho de Mesina, Calabria, en tierra firme, fue también probablemente un centro temprano del cristianismo.

### Malta

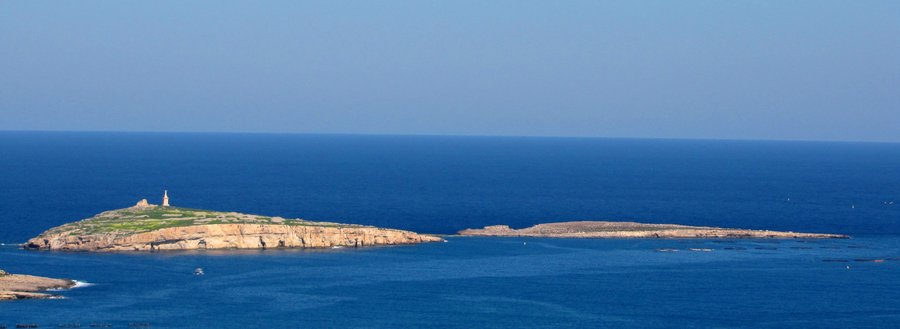
Isla de San Pablo cerca de Bahía de San Pablo, tradicionalmente identificada como el lugar donde naufragó San Pablo

Según los Hechos, Pablo naufragó y ejerció su ministerio en una isla que algunos estudiosos han identificado como Malta (una isla situada justo al sur de Sicilia) durante tres meses, tiempo en el que se dice que fue mordido por una víbora venenosa y sobrevivió (Hechos 27:39-42; Hechos 28:1-11), un suceso que suele fecharse hacia el año 60 d. C. A Pablo se le había permitido el paso de Caesarea Maritima a Roma por Porcius Festus, procurador de  Judea, para ser juzgado ante el Emperador. Son muchas las tradiciones asociadas a este episodio, y catacumbas en Rabat atestiguan la existencia de una comunidad paleocristiana en las islas. Según la tradición, san Publio, gobernador romano de Malta en la época del naufragio de San Pablo, fue el primer obispo de Malta tras su conversión al cristianismo.  Tras gobernar la Iglesia maltesa durante treinta y un años, Publio fue trasladado a la sede de Atenas en el año 90 d. C., donde fue martirizado en 125 d. C.  Hay poca información sobre la continuidad del cristianismo en Malta en años posteriores, aunque la tradición cuenta que hubo una línea continua de obispos desde los días de San Pablo hasta la época del emperador Constantino.

### Salona
Salona, capital de la provincia romana de Dalmacia en la orilla oriental del mar Adriático, fue un temprano centro del cristianismo y hoy es una ruina en la moderna Croacia. Según la Enciclopedia Católica fue donde: ...Tito el alumno de San Pablo predicó, donde los seguidores de Jesucristo derramaron por primera vez su sangre como mártires, y donde se han descubierto bellos ejemplos de basílicas y otras esculturas cristianas primitivas. Según el artículo de la Enciclopedia Católica sobre Dalmacia: 

Salona se convirtió en el centro desde el que se extendió el cristianismo. En Panonia, San Andrónico fundó la sede de Sirmio  (Mitrovica) y más tarde las de Siscia y Mursia. La cruel persecución bajo Diocleciano, que era dálmata de nacimiento, dejó numerosas huellas en la antigua Dalmacia y Panonia. San Quirino, obispo de Siscia, murió mártir en el año 303 d.C. San Jerónimo nació en Estridón, ciudad fronteriza entre Panonia y Dalmacia.

### Sevilla
Sevilla era la capital de la Hispania Baetica o provincia romana del sur de España. Según la Enciclopedia Católica: "...el origen de la diócesis se remonta a los tiempos apostólicos, o al menos al siglo I de nuestra era. San Geroncio, obispo de Itálica (a unas cuatro millas de Hispalis o Sevilla), predicó en la Bética en tiempos apostólicos, y sin duda debió dejar un pastor propio a Sevilla. Es cierto que en el año 303, cuando las santas Justa y Rufina, alfareras, sufrieron el martirio por negarse a adorar al ídolo Salambo, hubo un obispo de Sevilla, Sabino, que asistió al Concilio de Elvira (287). Antes de esa fecha, Marcelo había sido obispo, según se desprende de un catálogo de los antiguos prelados de Sevilla conservado en el 'Codex Emilianensis', un manuscrito del año 1000, actualmente en  El Escorial. Cuando Constantino trajo la paz a la Iglesia [313] Evodio era obispo de Sevilla; se puso a reconstruir las iglesias en ruinas, entre ellas parece que levantó la iglesia de San Vicente, quizá la primera catedral de Sevilla."  El cristianismo primitivo también se extendió desde la península ibérica hacia el sur a través del Estrecho de Gibraltar hasta la Mauretania Tingitana romana, destacando Marcelo de Tánger que fue martirizado en 298.

### Gran Bretaña romana
El cristianismo llegó a  Bretaña romana en el siglo III de la era cristiana, siendo los primeros mártires registrados en Gran Bretaña San Albano de Verulamium y Julio y Aarón de Caerleon, durante el reinado de Diocleciano (284-305). Gildas fechó la llegada de la fe en la última parte del reinado de Tiberio, aunque las historias que la conectan con José de Arimatea, Lucio, o Fagan son ahora generalmente consideradas falsificaciones piadosas. Restituto, obispo de Londres, aparece registrado como asistente al 314 Concilio de Arlés, junto con el obispo de Lincoln y el obispo de York.
La cristianización se intensificó y evolucionó hacia el cristianismo celta después de que los romanos abandonasen Gran Bretaña hacia el año 410.

## Fuera del Imperio Romano
El cristianismo también se extendió más allá del Imperio Romano durante el período cristiano primitivo.

### Armenia
Se acepta que Armenia fue el primer país en adoptar el cristianismo como religión estatal. Aunque durante mucho tiempo se ha afirmado que Armenia fue el primer reino cristiano, según algunos estudiosos esto se ha basado en una fuente de Agathangelos titulada "La historia de los armenios", que ha sido recientemente reformulada, lo que arroja algunas dudas.
El cristianismo se convirtió en la religión oficial de Armenia en el año 301, cuando aún era ilegal en el Imperio Romano. Según la tradición eclesiástica,[cita requerida] la Iglesia Apostólica Armenia fue fundada por Gregorio el Iluminador de finales del siglo III - principios del IV mientras que remontan sus orígenes a las misiones de Bartolomé el Apóstol y Judas Tadeo en el siglo I.

### Georgia
Según la tradición ortodoxa, el cristianismo fue predicado por primera vez en Georgia por los apóstoles Simón y Andrés en el siglo I. Se convirtió en la religión estatal de Georgia. Se convirtió en la religión estatal de Kartli (Iberia) en 319. La conversión de Kartli al cristianismo se atribuye a una dama griega llamada Santa Nino de Capadocia. La Iglesia ortodoxa georgiana, originalmente parte de la Iglesia de Antioquía, obtuvo su autocefalia y desarrolló su especificidad doctrinal progresivamente entre los siglos V y X. La Biblia también se tradujo al georgiano en el siglo V, ya que el alfabeto georgiano se desarrolló con ese fin.

### India

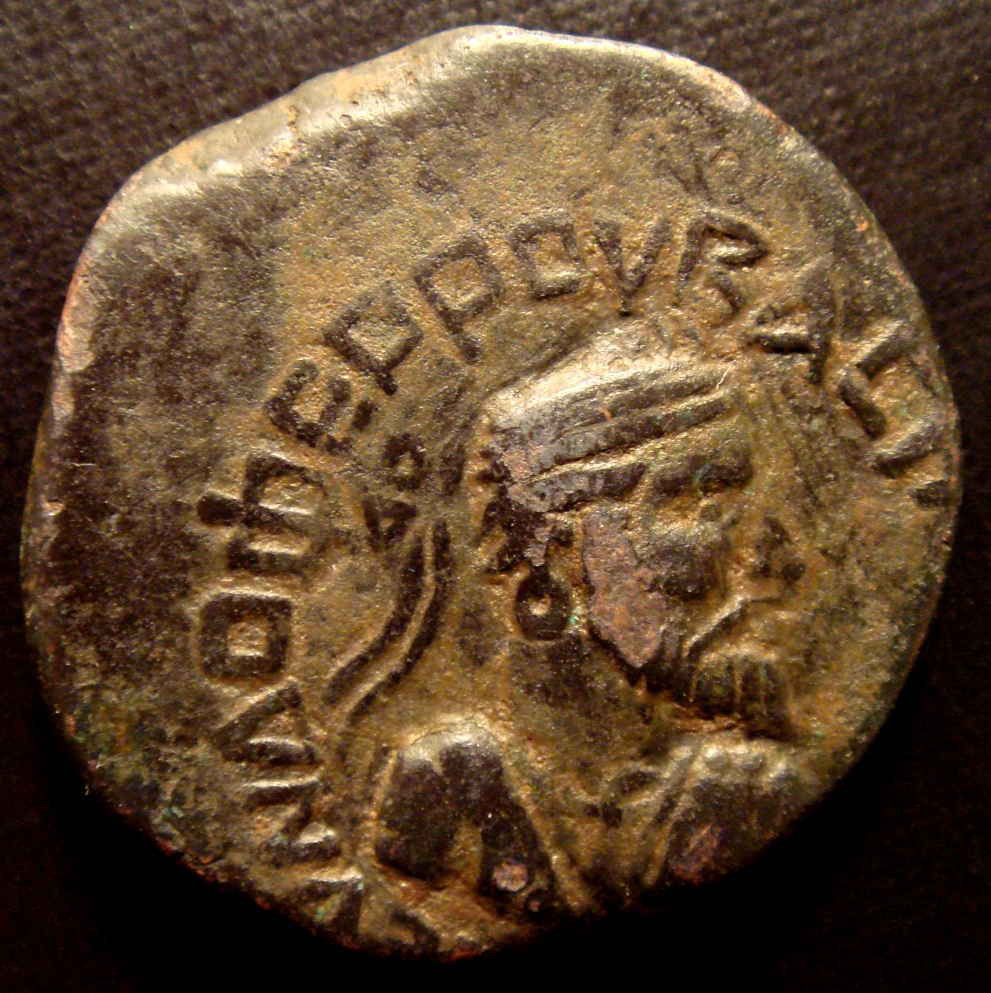
Según la tradición, el Indoparto rey Gondophares fue proselitizado por Santo Tomás, que continuó hasta el sur de la India, y posiblemente hasta Malasia o China

Según el Registro de Eusebio, los apóstoles Tomás y Bartolomé fueron destinados a Partia (actual Irán) y a la India. En la época del establecimiento del Segundo Imperio Persa (226 d. C.), había obispos de la Iglesia de Oriente en el noroeste de la India, Afganistán y Baluchistán (incluidas partes de Irán, Afganistán y Pakistán), y tanto laicos como clérigos participaban en actividades misioneras.
Una obra siríaca de principios del siglo III conocida como los Hechos de Tomás relaciona el ministerio indio del apóstol con dos reyes, uno en el norte y otro en el sur. Según los Hechos, Tomás se mostró al principio reacio a aceptar esta misión, pero el Señor se le apareció en una visión nocturna y le obligó a acompañar a un mercader indio, Abbanes (o Habban), a su lugar natal en el noroeste de la India. Allí, Tomás se encontró al servicio del Indo-Parthian Rey, Gondophares. Gondophares. El ministerio del Apóstol resultó en muchas conversiones en todo el reino, incluyendo el rey y su hermano.
Posteriormente, Tomás se dirigió al sur, a Kerala, y bautizó a los nativos, cuyos descendientes forman los cristianos de Santo Tomás o los sirios malabares nasranis.
Recopilando las diversas tradiciones, la historia sugiere que Tomás abandonó el noroeste de la India ante la amenaza de invasión, y viajó en barco hasta la Costa Malabar, a lo largo de la costa suroeste del continente indio, visitando posiblemente el sureste de Arabia y Socotra en el camino, y desembarcando en el antiguo y floreciente puerto de Muziris en una isla cerca de Cochin en el año 52. Desde allí predicó el evangelio al pueblo de Muziris. Desde allí predicó el Evangelio por toda la costa de Malabar. Las diversas iglesias que fundó estaban situadas principalmente en el río Periyar y sus afluentes y a lo largo de la costa. Predicó a todas las clases de personas y consiguió unos 170 conversos, incluidos miembros de las cuatro castas principales. Más tarde, se erigieron cruces de piedra en los lugares donde se fundaron iglesias, que se convirtieron en centros de peregrinación. De acuerdo con la costumbre apostólica, Tomás ordenó maestros y líderes o ancianos, que, según se dice, fueron los primeros ministros de la iglesia malabar.
A continuación, Tomás se dirigió por tierra a la Costa de Coromandel, en el sureste de la India, y ejerció su ministerio en la actual Chennai (antes Madrás), donde se convirtieron un rey local y muchas personas. Una tradición contaba que desde allí se dirigió a China a través de Malaca, en Malasia, y tras pasar un tiempo allí, regresó a la zona de Chennai. Al parecer, su renovado ministerio indignó a los brahmanes, que temían que el cristianismo socavara su sistema social de castas. Así, según la versión siríaca de los Hechos de Tomás, Mazdai, el rey local de Mylapore, tras interrogar al Apóstol lo condenó a muerte hacia el año 72 d. C.. Ansioso por evitar la excitación popular, el rey ordenó que Tomás fuera conducido a una montaña cercana, donde, tras permitírsele rezar, fue apedreado y apuñalado hasta la muerte con una lanza blandida por un brahmán enfurecido.

### Mesopotamia y el Imperio Parto
Edesa, que estuvo en manos de Roma del 116 al 118 y del 212 al 214, pero que fue sobre todo un reino cliente asociado a Roma o a Persia, fue una importante ciudad cristiana. Poco después de 201 o incluso antes, su casa real se convirtió en cristiano.
Edesa (actualmente Şanlıurfa), en el noroeste de Mesopotamia, fue desde los tiempos apostólicos el principal centro del cristianismo de habla siríaca. Fue la capital de un reino independiente desde 132 a. C. hasta 216 d. C., cuando pasó a ser tributaria de Roma. Famosa por ser un importante centro de la cultura grecosiria, Edesa también destacó por su comunidad judía, con prosélitos en la familia real. Estratégicamente situada en las principales rutas comerciales del Creciente Fértil, era fácilmente accesible desde Antioquía, donde se inauguró la misión a los gentiles. Cuando los primeros cristianos se dispersaron por el extranjero a causa de las persecuciones, algunos encontraron refugio en Edesa. De este modo, la Iglesia de Edesa remonta su origen a la Era Apostólica (lo que puede explicar su rápido crecimiento), y el Cristianismo llegó incluso a ser la religión del Estado durante un tiempo.
La Iglesia de Oriente tuvo su origen en una fecha muy temprana en la zona de amortiguación entre el Parto y el Imperio Romano en la Alta Mesopotamia, conocida como la Iglesia Asiria de Oriente. Las vicisitudes de su crecimiento posterior tuvieron su origen en su condición minoritaria en una situación de tensión internacional. Los gobernantes del Imperio Parto (250 a. C.-226 d. C.) eran en general tolerantes y, con las antiguas creencias de Babilonia y Asiria en estado de decadencia, había llegado el momento de una fe nueva y vital. Los gobernantes del Segundo Imperio Persa (226-640) también siguieron una política de tolerancia religiosa al principio, aunque más tarde concedieron a los cristianos el mismo estatus que a una raza sometida. Sin embargo, estos gobernantes también fomentaron el renacimiento de la antigua fe dualista persa del zoroastrismo y la establecieron como religión del Estado, con el resultado de que los cristianos se vieron sometidos cada vez más a medidas represivas. Sin embargo, no fue hasta que el cristianismo se convirtió en la religión del Estado en Occidente (380) cuando la enemistad hacia Roma se centró en los cristianos orientales. Tras la conquista musulmana en el siglo VII, el califato toleró otras confesiones, pero prohibió el proselitismo y sometió a los cristianos a fuertes impuestos.
El misionero Tadeo de Edesa evangelizó Mesopotamia (actual Irak) hacia mediados del siglo II. Una antigua leyenda recogida por  Eusebio (260-340 d. C.) y que también se encuentra en la Doctrina de Tadeo (c. 400 d. C.) (a partir de información de los archivos reales de Edesa) describe cómo el rey Abgaro V de Edesa se comunicó con Jesús, pidiéndole que viniera a curarle, a cuyo llamamiento recibió respuesta. Se dice que después de la resurrección, el apóstol Tomás envió a Addai (o Tadeo) al rey, con el resultado de que la ciudad fue ganada para la fe cristiana. En esta misión le acompañaba un discípulo, Mari, y ambos son considerados cofundadores de la Iglesia, según la Liturgia de Addai y Mari (c. 200 d. C.), que sigue siendo la liturgia normal de la Iglesia asiria. La Doctrina de Addai afirma además que Tomás era considerado un apóstol de la iglesia de Edesa.
Addai, que se convirtió en el primer obispo de Edesa, fue sucedido por Aggai, luego por Palut, que fue ordenado alrededor del año 200 por Serapión de Antioquía. De ahí nos llegó en el siglo II la famosa Peshitta, o traducción siríaca del Antiguo Testamento; también el Diatessaron] de Taciano, que fue compilado hacia 172 y de uso común hasta que San Rabbula, obispo de Edesa (412-435), prohibió su uso. Esta disposición de los cuatro evangelios canónicos como una narración continua, cuyo idioma original puede haber sido el siríaco, el griego o incluso el latín, circuló ampliamente en las iglesias de habla siríaca.
Ya en 197 se celebró un concilio cristiano en Edesa. En 201 la ciudad fue devastada por una gran inundación, y la iglesia cristiana quedó destruida. En 232, se escribieron los Hechos Siríacos supuestamente sobre el acontecimiento de la entrega de las reliquias del apóstol Tomás a la iglesia de Edesa. Bajo la dominación romana muchos mártires sufrieron en Edesa: los santos Scharbîl y Barsamya, bajo Decio; los santos Gûrja, Schâmôna, Habib, y otros bajo Diocleciano. Mientras tanto, sacerdotes cristianos de Edesa habían evangelizado Mesopotamia oriental e Persia, y establecido las primeras iglesias en el reino de la sasánida. Atillâtiâ, obispo de Edesa, asistió al Primer Concilio de Nicea (325).

### Persia y Asia Central
Hacia la segunda mitad del siglo II, el cristianismo se había extendido hacia el este por Media, Persia, Partia y Bactriana. Los veinte obispos y muchos presbíteros eran más bien misioneros itinerantes, que pasaban de un lugar a otro como Pablo y suplían sus necesidades con ocupaciones como comerciante o artesano. Hacia 280 d. C. la metrópoli de Seleucia asumió el título de "Catholicos" y en 424 d. C. un concilio de la iglesia de Seleucia eligió al primer patriarca con jurisdicción sobre toda la iglesia de Oriente. La sede del Patriarcado se fijó en  Seleucia-Tesifonte, ya que era un punto importante en las rutas comerciales Este-Oeste que se extendían tanto a la India como a China, Java y Japón. El establecimiento de un patriarcado independiente con nueve metrópolis subordinadas contribuyó a una actitud más favorable por parte del gobierno persa, que ya no tenía que temer una alianza eclesiástica con el enemigo común, Roma.
Para cuando Edesa fue incorporada al Imperio persa en el año 258, la ciudad de Erbil, situada a orillas del Tigris en lo que hoy es Irak, había asumido cada vez más el papel que Edesa había desempeñado en los primeros años, como centro desde el que el cristianismo se extendía al resto del Imperio persa.
Bardaisan, escribiendo hacia 196, habla de cristianos en toda Media, Partia y Bactria (actual Afganistán) y, según Tertuliano (c. 160-230), en el 220 ya había varios obispados dentro del Imperio persa. Hacia 315, el obispo de Seleucia y Tesifonte había asumido el título de "Catholicos". Para entonces, ni Edesa ni Arbela eran ya el centro de la Iglesia de Oriente; la autoridad eclesiástica se había trasladado al este, al corazón del Imperio persa. Las ciudades gemelas de Seleucia-Ctesifonte, bien situadas en las principales rutas comerciales entre Oriente y Occidente, se convirtieron, en palabras de John Stewart, en "un magnífico centro para la iglesia misionera que iniciaba su gran tarea de llevar el evangelio al lejano oriente".
Durante el reinado de Shapur II del Imperio Sasánida, no fue inicialmente hostil a sus súbditos cristianos, que estaban dirigidos por Simeón Bar Sabas, el Patriarca de la Iglesia de Oriente, sin embargo, la conversión de Constantino el Grande al Cristianismo hizo que Shapur empezara a desconfiar de sus súbditos cristianos. Empezó a verlos como agentes de un enemigo extranjero. Las guerras entre los imperios sasánida y romano convirtieron la desconfianza de Shapur en hostilidad. Tras la muerte de Constantino, Shapur II, que llevaba varios años preparando una guerra contra los romanos, impuso un doble impuesto a sus súbditos cristianos para financiar el conflicto. Sin embargo, Shemon se negó a pagar el doble impuesto. Shapur empezó a presionar a Shemon y a su clero para que se convirtieran al zoroastrismo, a lo que se negaron. Durante este periodo comenzó el "ciclo de los mártires", en el que murieron "muchos miles de cristianos". Durante los años siguientes, los sucesores de Shemon, Shahdost y Barba'shmin, también fueron martirizados.
Una obra cristiana casi contemporánea del siglo V, la Historia eclesiástica de Sozomen, contiene detalles considerables sobre los cristianos persas martirizados bajo Shapur II. Sozomen estima el número total de cristianos asesinados de la siguiente manera:

Se ha calculado que el número de hombres y mujeres cuyos nombres se han averiguado, y que fueron martirizados en este período, ascendía a más de dieciséis mil, mientras que la multitud de mártires cuyos nombres se desconocen era tan grande que los persas, los sirios y los habitantes de Edesa han fracasado en todos sus esfuerzos por calcular el número.
Sozomen, en su html#CRE12 Historia Eclesiástica, Libro II, Capítulo XIV

### Península arábiga
Para comprender la penetración del evangelio cristiano en la península arábiga, resulta útil distinguir entre los beduinos nómadas del interior, que eran principalmente pastores y poco receptivos al control extranjero, y los habitantes de las comunidades asentadas de las zonas costeras y los oasis, que eran comerciantes intermediarios o agricultores y se mostraban receptivos a las influencias del exterior. Al parecer, el cristianismo se afianzó con más fuerza en el antiguo centro de la civilización semítica en el suroeste de Arabia o Yemen (a veces conocido como Seba o Reino de Saba, cuya reina visitó a Salomón). Debido a la proximidad geográfica, la aculturación con Etiopía siempre fue fuerte, y la familia real remonta su ascendencia a esta reina.
La presencia de árabes en Pentecostés y la estancia de tres años de Pablo en Arabia sugieren un testimonio evangélico muy temprano. Una historia eclesiástica del siglo IV afirma que el apóstol  Bartolomé predicó en Arabia y que entre sus conversos había himyaritas. La iglesia de Al-Jubail, en la actual Arabia Saudí, fue construida en el siglo IV. Las estrechas relaciones de Arabia con Etiopía dan importancia a la conversión del eunuco etíope, tesorero de la reina de Etiopía, por no mencionar la tradición de que el apóstol Mateo fue destinado a esta tierra.  Eusebio dice que un tal Panteno (c. 190 d.C.) fue enviado desde Alejandría como misionero a las naciones de Oriente, incluyendo el suroeste de Arabia, en su camino hacia la India.

### Nubia
El cristianismo llegó pronto a Nubia. En el Nuevo Testamento de la Biblia cristiana, el eunuco etíope, funcionario del tesoro de "Candace, reina de los etíopes" que regresaba de un viaje a Jerusalén fue bautizado por Felipe el Evangelista:
Entonces el Ángel del Señor dijo a Felipe: Levántate y ve hacia el sur, al camino que desciende de Jerusalén a Gaza, que es desierto. Y él se levantó y fue: Y he aquí un hombre etíope, un eunuco de gran autoridad bajo Candace, reina de E-thi-o'pi-ans, que tenía a su cargo todo su tesoro, y había venido a Jerusalén para adorar.
Etiopía en aquella época significaba cualquier región del alto Nilo. Candace era el nombre y quizás, título de las reinas Meroë o Kushita.
En el siglo IV, el obispo Athanasius de Alejandría consagró a Marco como obispo de  File antes de su muerte en 373, demostrando que el cristianismo había penetrado permanentemente en la región. Juan de Éfeso registra que un sacerdote monofisita llamado Juliano convirtió al rey y a sus nobles de Nobatia hacia 545 y otro reino de Alodia se convirtió hacia 569. En el siglo VII, Makuria se expandió hasta convertirse en la potencia dominante de la región, lo suficientemente fuerte como para detener la expansión meridional del Islam tras la toma de Egipto por los árabes.  Tras varias invasiones fallidas, los nuevos gobernantes acordaron un tratado con Dongola que permitía la coexistencia pacífica y el comercio.  Este tratado se mantuvo durante seiscientos años y permitió a los comerciantes árabes introducir el Islam en Nubia, que poco a poco fue suplantando al cristianismo.  El último obispo del que se tiene constancia fue Timoteo en Qasr Ibrim en 1372.